# Bernard Tomic
Bernard Tomić (Stuttgart, Alemania; 21 de octubre de 1992), escrito en español como Bernard Tomic, es un jugador de tenis australiano nacido en Alemania y de ascendencia croata, ganador del Abierto de Australia júnior en 2008. Alcanzó el puesto 27 del ranking ATP a los 19 años, transformándose en la gran promesa del tenis, sin embargo se ha mantenido fuera del top 50 desde mediados del 2012, logrando volver al top 30 en abril de 2015, y el top 20 en octubre de 2015.

## Biografía
Bernard Tomic nació en Stuttgart, Alemania. Su padre se llama John y es taxista. Su madre se llama Ady y es una científica biomédica. Tiene una hermana llamada Sara que también juega al tenis. Bernard comenzó a jugar al tenis a la edad de siete años y su superficie favorita es la hierba. Sus ídolos fueron Pete Sampras, entre otros. Sus hobbies son jugar al baloncesto, fútbol y al tenis de mesa. Sus grupos favoritos de música son [
] y

## Carrera júnior
En 2004, 2006 y 2007 ganó los títulos Orange Bowl categorías 12, 14 y 16; uno de los más prestigiosos eventos en la gira júnior.
Jugando su primer torneo de individuales en la gira júnior en 2006, Tomic entró en el Sunsmart 18 and Under Canterbury, y ganó el título venciendo a Samuel Vonton-Boot de Nueva Zelanda con un 6-3 y 6-2 en la final. Sus éxitos continuaron, ganando los siguientes tres torneos que jugó (uno de ellos era un torneo sub-18), dándole una racha de partidos ganados de 25. El australiano pudo extender su seguidilla a 26 en el torneo Riad 21 Junior en Marruecos antes de caer en octavos de final.
El hijo de croatas no ganó más un torneo hasta agosto de 2007, donde se coronó en el Oceania Closed Junior Championships sin perder un set. No pudo seguir con su dominio en el US Open Junior, cayendo en tercera ronda. Tomic finalizó el 2007 en el puesto N°23 del ranking júnior mundial.
Comenzó el 2008 ganando en Melbourne, de espectacular manera sin perder un set. Dos días después comenzó su campaña para el Abierto de Australia Junior, donde jugaría como el 5.º preclasificado. Tomic ganó el torneo con victorias sobre los 25.º, 11.º, 8.º y 1.º preclasificados antes de ganarle al 10.º, Tsung-Hua Yang de Taipéi por 4-6, 7-6 y 6-0 en la final. Esta conquista lo convirtió en el jugador más joven en la historia del Abierto de Australia Junior con 15 años.
En Roland Garros cuatro meses más tarde, Bernard, como primer preclasificado, cayó en cuartos de final ante el argentino Guido Pella por 6-7 y 3-6. Luego llegó a las semifinales del Wimbledon Junior y a la final del Wimbledon Junior de dobles junto con el también australiano Matt Reid perdiendo por 4-6, 6-2 y 10-12 en la final.
En 2009 disputó el Campeonato de Wimbledon y llegó a semifinales. Luego, Tomic ganaría el US Open, derrotando en la final por 6-1 y 6-3 a Chase Buchanan.

### Títulos júniors (8)
| Leyenda        |
| -------------- |
| Grand Slam (2) |
| Grado A (0)    |
| Grado B (1)    |
| Grado 1–5 (5)  |

| N.º | Fecha                    | Torneo          | Superficie | Oponente en la final | Resultado        |
| --- | ------------------------ | --------------- | ---------- | -------------------- | ---------------- |
| 1.  | 14 de febrero de 2006    | Wellington      | Dura       | Oh Dae-Soung         | 6–3, 6–2         |
| 2.  | 17 de febrero de 2006    | Adelaida        | Dura       | Hiroki Moriya        | 6–3, 6–3         |
| 3.  | 6 de marzo de 2006       | Gosford         | Dura       | Jared Easton         | 6–3, 6–2         |
| 4.  | 19 de agosto de 2007     | Lautoka         | Dura       | Brendan Mckenzie     | 6–3, 6–4         |
| 5.  | 10 de septiembre de 2007 | Kentucky        | Dura       | Jarmere Jenkins      | 6–2, 6–3         |
| 6.  | 12 de enero de 2008      | Nottinghill     | Dura       | Bradley Klahn        | 6–3, 7–6(8)      |
| 7.  | 20 de enero de 2008      | Australian Open | Dura       | Yang Tsung-Hua       | 4–6, 7–6(5), 6–0 |
| 8.  | 31 de agosto de 2009     | US Open         | Dura       | Chase Buchanan       | 6–1, 6–3         |

## Carrera profesional

### 2008
Con solo 15 años, comenzó el 2008 jugando la fase de clasificación para el Abierto de Australia 2008. En primera ronda vencería a Yeu-Tzuoo Wang por 4-6, 7-6 y 7-5. En segunda ronda perdería ante el estadounidense Prakash Amritraj por 3-6 y 2-6.
En marzo de 2008 Tomic participó como invitado del Future Australia F4, ganando en primera ronda frente Tom Rushby por 7-5 y 7-6. Esta victoria le permitió obtener, un puesto en el ranking de la ATP.
Luego disputaría el Future de Indonesia F2 en el que llegó a la final. En esta, ganaría frente a Yuichi Sugita por 6-3, 6-7 y 6-3.
Tomic participaría en tres Futures más. En el Future de Australia F12, en el partido de segunda ronda, estuvo involucrado en una controversia ya que Bernard perdió el primer set 6-2 y en el segundo set cuando estaba 1-3 salió de la cancha. En marzo de 2009, la Federación Internacional de Tenis suspendió a Tomic de jugar torneos profesionales de la ITF por un mes.
Cerraría finalmente el año en la posición 772.º del ranking.

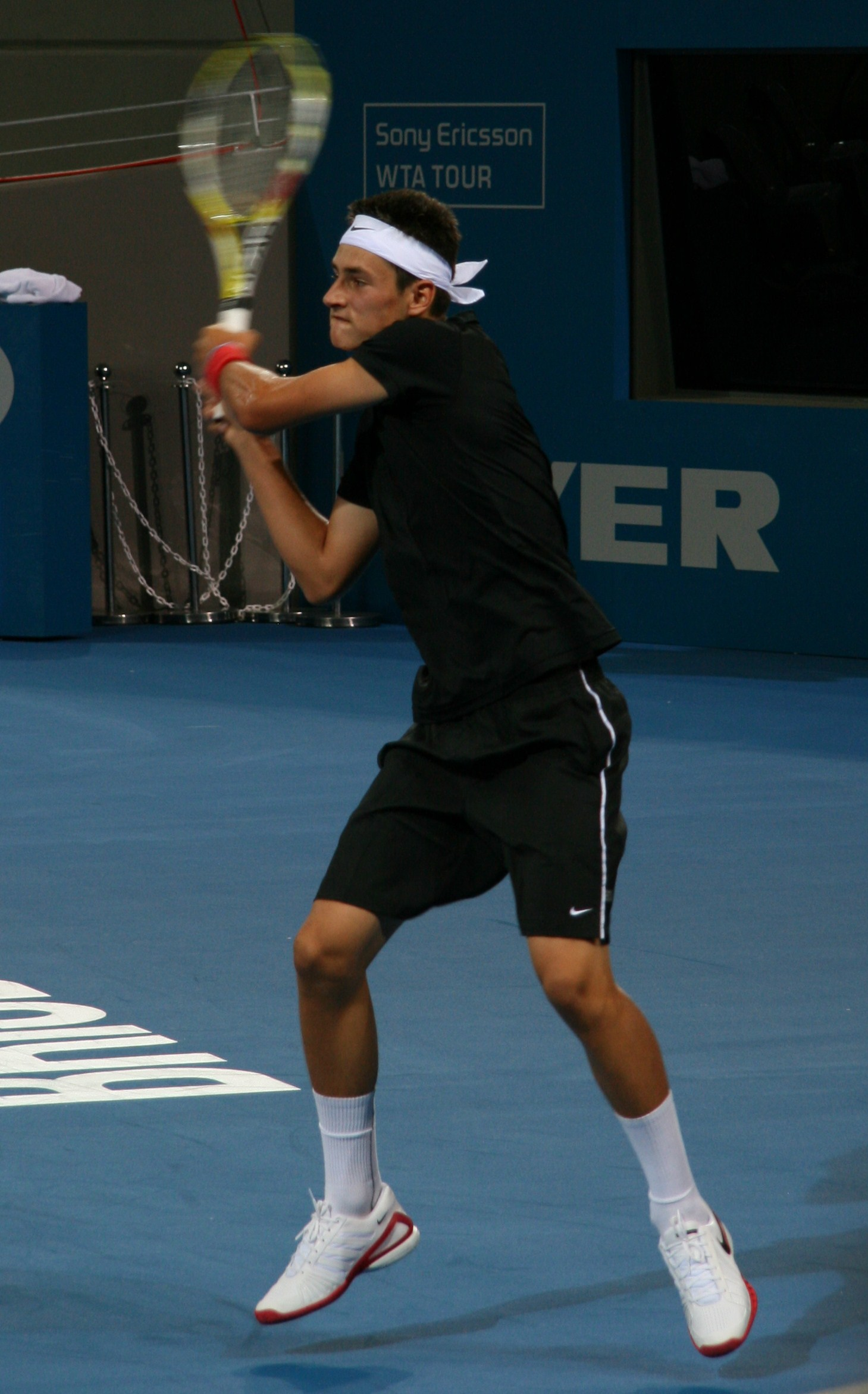
Bernard Tomic en el Torneo de Brisbane 2009, donde disputó su primer torneo profesional.

#### Torneos disputados
| N.º | Fecha               | Torneo          | Categoría | Superficie | Ind/Out | Ronda |
| 1.  | 14 de enero de 2008 | Australian Open | GS        | Dura       | Outdoor | Q2    |

### 2009
El 5 de enero de 2009 debutó en su primer torneo ATP, el Torneo de Brisbane, siendo el menor competidor del evento. Perdió en primera ronda ante Fernando Verdasco por 6-4, 6-2.
Recibió una invitación que le permitió entrar al cuadro principal del Abierto de Australia 2009. Su primer partido fue contra Potito Starace, a quien venció con parciales de 6-7, 6-1, 6-7 y 6-7 convirtiéndose en el tenista más joven en ganar un partido en el Abierto Australiano. En segunda ronda jugó contra Gilles Muller, quien lo derrotó por parciales de 6-3, 1-6, 4-6 y 2-6.
Tomic también recibió invitaciones para participar de los Challengers de Burnie y de Melbourne. En el challenger de Burnie llegó a los cuartos de final. Pero en el challenger de Melbourne se coronó campeón.
También recibió una invitación "wild card" para participar del Roland Garros pero perdió ante el alemán Philipp Kohlschreiber por 1-6, 2-6 y 2-6. Bernard perdió en la ronda final de la fase de clasificación para acceder a Wimbledon 2009 ante Edouard Roger-Vasselin.
Su posición al cierre del año en el escalafón terminaría siendo la 285.º.

#### Torneos disputados
| N.º | Fecha               | Torneo          | Categoría | Superficie    | Ind/Out | Ronda |
| 1.  | 4 de enero de 2009  | Brisbane        | ATP 250   | Dura          | Outdoor | 1R    |
| 2.  | 19 de enero de 2009 | Australian Open | GS        | Dura          | Outdoor | 2R    |
| 3.  | 25 de mayo de 2009  | Roland Garros   | GS        | Tierra batida | Outdoor | 1R    |
| 4.  | 22 de junio de 2009 | Wimbledon       | GS        | Césped        | Outdoor | Q3    |

### 2010
Tomic comenzó el 2010 jugando el Torneo de Brisbane pero perdió en la primera ronda frente Alexandr Dolgopolov por un doble 6-4. Le otorgan un invitación "wild card" para participar del Abierto de Australia 2010. En primera ronda venció a Guillaume Rufin por 6-3, 6-4 y 6-4. En segunda ronda jugó frente a Marin Čilić. En una apretada batalla de cinco sets, Tomic tuvo oportunidades de ganar el partido pero finalmente lo ganó Čilić por 6-7, 6-3, 4-6, 6-2 y 6-4.
Bernard jugó la fase de clasificación para el Challenger de Burnie. Se clasifica y se consagra campeón.
A principios de marzo, Tomic fue seleccionado para jugar en el Equipo australiano de Copa Davis. Él ganó sus dos puntos de la serie ante Taipéi. Luego, participaría en el Challenger de Napoli gracias a una invitación "wild card". Perdió en primera ronda ante Paolo Lorenzi por 2-6 y 4-6.
El próximo torneo de Bernard fue el Masters de Montecarlo donde perdió en primera ronda ante el alemán Benjamin Becker por 4-6 y 2-6. Luego recibió una invitación para participar del Challenger de Zagreb pero perdió ante Michael Yani en primera ronda.
Llegaría a semifinales del Challenger de Cremona. Recibe una invitación "wild card" para participar del Torneo de Queen's. Vence en primera ronda a Andreas Seppi por 6-3, 5-7 y 6-3. Y en segunda ronda pierde ante el belga Xavier Malisse por 2-6, 6-3 y 2-6. Juega la fase de clasificación para acceder a Wimbledon siendo el jugador más joven en el cuadro principal con 17 años y 8 meses. Logra clasificar pero pierde en primera ronda ante Mardy Fish por 3-6, 6-7 y 2-6.
Juega la fase de clasificación para acceder al US Open 2010 pero pierde en la segunda ronda de clasificación. Luego, llega a segunda ronda de un evento Challenger. Más tarde juega el Torneo de Kuala Lumpur tras recibir una invitación "wild card" y pierde en primera ronda ante David Ferrer por 3-6 y 4-6. Termina el año en el puesto 208.º del ranking ATP.

#### Torneos disputados
| N.º | Fecha                    | Torneo                      | Categoría                   | Superficie    | Ind/Out           | Ronda |
| 1.  | 3 de enero de 2010       | Brisbane                    | ATP 250                     | Dura          | Outdoor           | 1R    |
| 2.  | 18 de enero de 2010      | Australian Open             | GS                          | Dura          | Outdoor           | 2R    |
| 3.  | 5 de marzo de 2010       | Copa Davis vs. China Taipéi | Copa Davis vs. China Taipéi | Dura          | Outdoor           | PO    |
| 4.  | 11 de abril de 2010      | Montecarlo                  | ATP 1000                    | Tierra batida | Outdoor           | 1R    |
| 5.  | 7 de junio de 2010       | Queen's Club                | ATP 250                     | Césped        | Outdoor           | 2R    |
| 6.  | 21 de junio de 2010      | Wimbledon                   | GS                          | Césped        | Outdoor           | 1R    |
| 7.  | 30 de agosto de 2010     | US Open                     | GS                          | Dura          | Outdoor           | Q2    |
| 8.  | 27 de septiembre de 2010 | Kuala Lumpur                | ATP 250                     | Dura          | En pista cubierta | 1R    |

### 2011

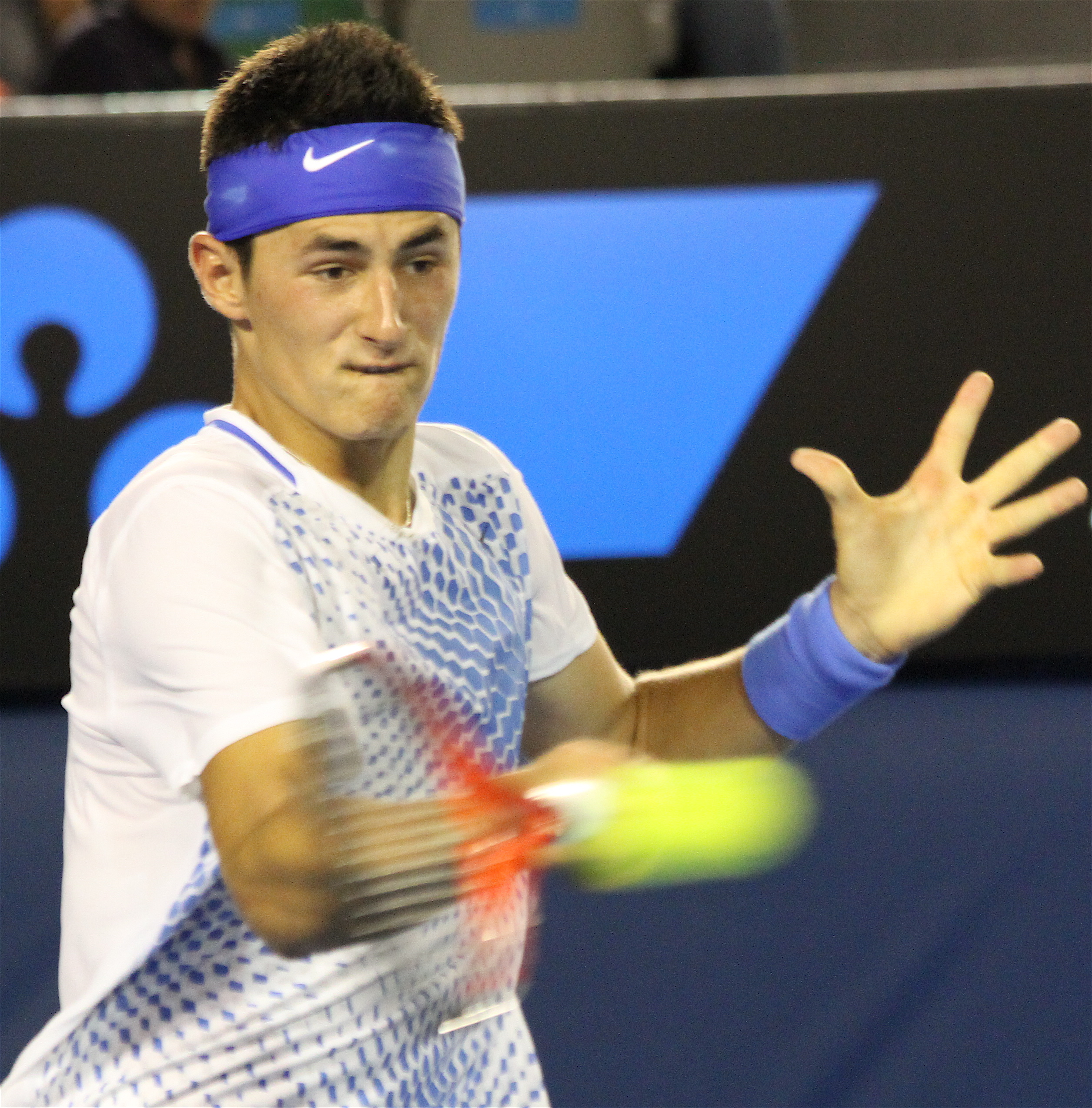
Bernard Tomic en el Abierto de Australia 2011.

Tomic comenzó el año jugando el Torneo de Brisbane. Perdió en primera ronda ante Florian Mayer por un doble 6-2. En el Torneo de Sídney se clasificó tras jugar la fase de clasificación. En el cuadro principal pierde en primera ronda ante Alexandr Dolgopolov por 7-6, 1-6 y 2-6. En el Abierto de Australia 2011 gana en primera ronda ante Jérémy Chardy por 6-3, 6-2 y 7-6. En segunda ronda le gana a Feliciano López por 7-6, 7-6 y 6-3. Pero finalmente en tercera ronda pierde ante Rafael Nadal por 2-6, 5-7 y 3-6.
Tomic llega a semifinales del Challenger de Burnie. Luego llega a la final del Challenger de Caloundra. En marzo, juega el Masters de Indian Wells logrando llegar por primera vez a la segunda ronda de un Masters 1000 después de ganarle a Rohan Bopanna en tres sets por 6-7, 7-6 y 6-4. En segunda ronda se enfrenta al serbio Viktor Troicki y pierde por un doble 4-6. En el Masters de Miami pierde en primera ronda ante el español Pablo Andújar.
Luego, llegó el momento cumbre de la carrera del australiano en Wimbledon 2011, torneo al que llegó desde la clasificación. En su primer partido derrotó a Nikolai Davydenko por 7-5, 6-3 y 7-5. En el segundo partido triunfó sobre Igor Andreev ganándole 4-6, 5-7, 6-3, 6-4 y 6-1, revirtiendo así su primer partido desde un 0-2 en sets. En tercera ronda venció al número 5 del mundo Robin Soderling por 6-1, 6-4 y 7-5, siendo esta su primera victoria sobre un jugador Top-10. En octavos de final triunfó sobre el belga Xavier Malisse por 6-1, 7-5 y 6-4. Siendo el cuartofinalista de Wimbledon más joven desde Boris Becker en 1986, cayó frente a Novak Djokovic por 2-6, 6-3, 3-6 y 5-7. Con esta participación se movió 87 lugares en el ranking ATP llegando así al puesto N°71.
Luego participó en la Copa Davis ganando sus dos puntos contra China. En el Masters de Canadá llegó a segunda ronda venciendo a Yen-Hsun Lu por 7-6 y 6-3. En segunda ronda perdió contra el francés Jo-Wilfried Tsonga por 3-6 y 6-7.
En el Abierto de Estados Unidos 2011 ganó en primera ronda venciendo a Michael Yani por 6-3, 6-4 y 6-4. Pero en segunda ronda perdería ante Marin Čilić por 1-6, 0-6 y 2-6.
Luego, en los play-off de la Copa Davis ante Suiza, ganó el primer punto de la serie ante Stanislas Wawrinka por 4-6, 6-4, 6-3 y 6-3. Pero en el cuarto punto de la serie perdió ante Roger Federer por 2-6, 5-7, 6-3 y 3-6. (Si Tomic ganaba ante Federer Australia hubiera ganado la serie. Finalmente la serie la ganó Suiza por 3-2.)
En el Torneo de Kuala Lumpur perdió en primera ronda ante Flavio Cipolla por un doble 2-6.
A la semana siguiente, en el Torneo de Tokio, venció en primera ronda a Viktor Troicki por un doble 7-6. En segunda ronda venció al japonés Tatsuma Ito en tres sets por 6-7, 6-1 y 7-5. Finalmente perdió en cuartos de final ante Mardy Fish por 7-6, 4-6 y 1-6.
Luego, en el Masters de Shanghái venció en primera ronda al sudafricano Kevin Anderson por 7-6, 6-7 y 6-3. En segunda ronda ganó frente Mardy Fish por 4-6, 6-1 y 6-4, tomándole revancha de la derrota en Tokio. Pero en tercera ronda perdió ante Alexandr Dolgopolov por 7-5, 1-6 y 0-6.
En el Torneo de Estocolmo venció en primera ronda a Jurgen Zopp por 7-6, 4-6 y 6-0. Y en segunda ronda perdió ante el preclasificado N°1, Gaël Monfils por 6-4, 6-7 y 6-4. Luego juega la fase de clasificación para el Torneo de Basilea. Como el primer cabeza de serie pierde sorpresivamente en la primera ronda de clasificación por 7-6, 4-6 y 5-7. A la semana siguiente vuelve a jugar la fase de clasificación para el Masters de París como el primer preclasificado. En la primera ronda de clasificación juega ante Nicolas Mahut y pierde por 6-7 y 2-6.
Terminando la temporada fue nominado por la ATP como Jugador Revelación del Año pero no lo consiguió.
Terminó su temporada en el puesto 42 del ranking ATP.

#### Torneos disputados
| N.º | Fecha                    | Torneo               | Categoría            | Superficie    | Ind/Out           | Ronda |
| 1.  | 2 de enero de 2011       | Brisbane             | ATP 250              | Dura          | Outdoor           | 1R    |
| 2.  | 10 de enero de 2011      | Sídney               | ATP 250              | Dura          | Outdoor           | 1R    |
| 3.  | 17 de enero de 2011      | Australian Open      | GS                   | Dura          | Outdoor           | 3R    |
| 4.  | 21 de febrero de 2011    | Delray Beach         | ATP 250              | Dura          | Outdoor           | Q1    |
| 5.  | 10 de marzo de 2011      | Indian Wells         | ATP 1000             | Dura          | Outdoor           | 2R    |
| 6.  | 23 de marzo de 2011      | Miami                | ATP 1000             | Dura          | Outdoor           | 1R    |
| 7.  | 10 de abril de 2011      | Montecarlo           | ATP 1000             | Tierra batida | Outdoor           | Q2    |
| 8.  | 22 de mayo de 2011       | Roland Garros        | GS                   | Tierra batida | Outdoor           | 1R    |
| 9.  | 20 de junio de 2011      | Wimbledon            | GS                   | Césped        | Outdoor           | CF    |
| 10. | 8 de junio de 2011       | Copa Davis vs. China | Copa Davis vs. China | Dura          | En pista cubierta | PO    |
| 11. | 8 de agosto de 2011      | Montreal             | ATP 1000             | Dura          | Outdoor           | 2R    |
| 12. | 14 de agosto de 2011     | Cincinnati           | ATP 1000             | Dura          | Outdoor           | Q1    |
| 13. | 21 de agosto de 2011     | Winston-Salem        | ATP 250              | Dura          | Outdoor           | 1R    |
| 14. | 29 de agosto de 2011     | US Open              | GS                   | Dura          | Outdoor           | 2R    |
| 15. | 16 de septiembre de 2011 | Copa Davis vs. Suiza | Copa Davis vs. Suiza | Césped        | Outdoor           | PO    |
| 16. | 26 de septiembre de 2011 | Kuala Lumpur         | ATP 250              | Dura          | En pista cubierta | 1R    |
| 17. | 3 de octubre de 2011     | Tokio                | ATP 500              | Dura          | Outdoor           | CF    |
| 18. | 9 de octubre de 2011     | Shanghái             | ATP 1000             | Dura          | Outdoor           | 3R    |
| 19. | 17 de octubre de 2011    | Estocolmo            | ATP 250              | Dura          | En pista cubierta | 2R    |
| 20. | 31 de octubre de 2011    | Basilea              | ATP 500              | Dura          | En pista cubierta | Q1    |
| 21. | 7 de noviembre de 2011   | París                | ATP 1000             | Dura          | En pista cubierta | Q1    |

### 2012
Tomic comienza el 2012 en Brisbane como el octavo preclasificado. En primera ronda derrota a Julien Benneteau por 6-2, 4-6, 7-5. En segunda ronda, aplasta a Tatsuma Ito por 6-1, 6-2. En cuartos de final, Tomic enfrentó al uzbeko Denis Istomin y lo venció en 79 minutos por 6-3, 7-6(4), pasando por primera vez en su carrera a instancia de semifinales. En semifinales, Tomic tenía un duro compromiso ante el preclasificado N°1 Andy Murray. Tomic perdió por 3-6 y 2-6, luego de tener un buen primer set. Luego, juega el clásico torneo de Koyong Classic. Debuta ante el checo Tomáš Berdych con una victoria por 4-6, 6-3 y 6-4. Luego en semifinales, elimina a Gael Monfils derrotándolo por 6-4, 4-6 y 7-6 (2). Luego disputa la final ante Mardy Fish y lo vence por 6-4, 4-6 y 7-5, coronándose campeón del torneo de exhibición.

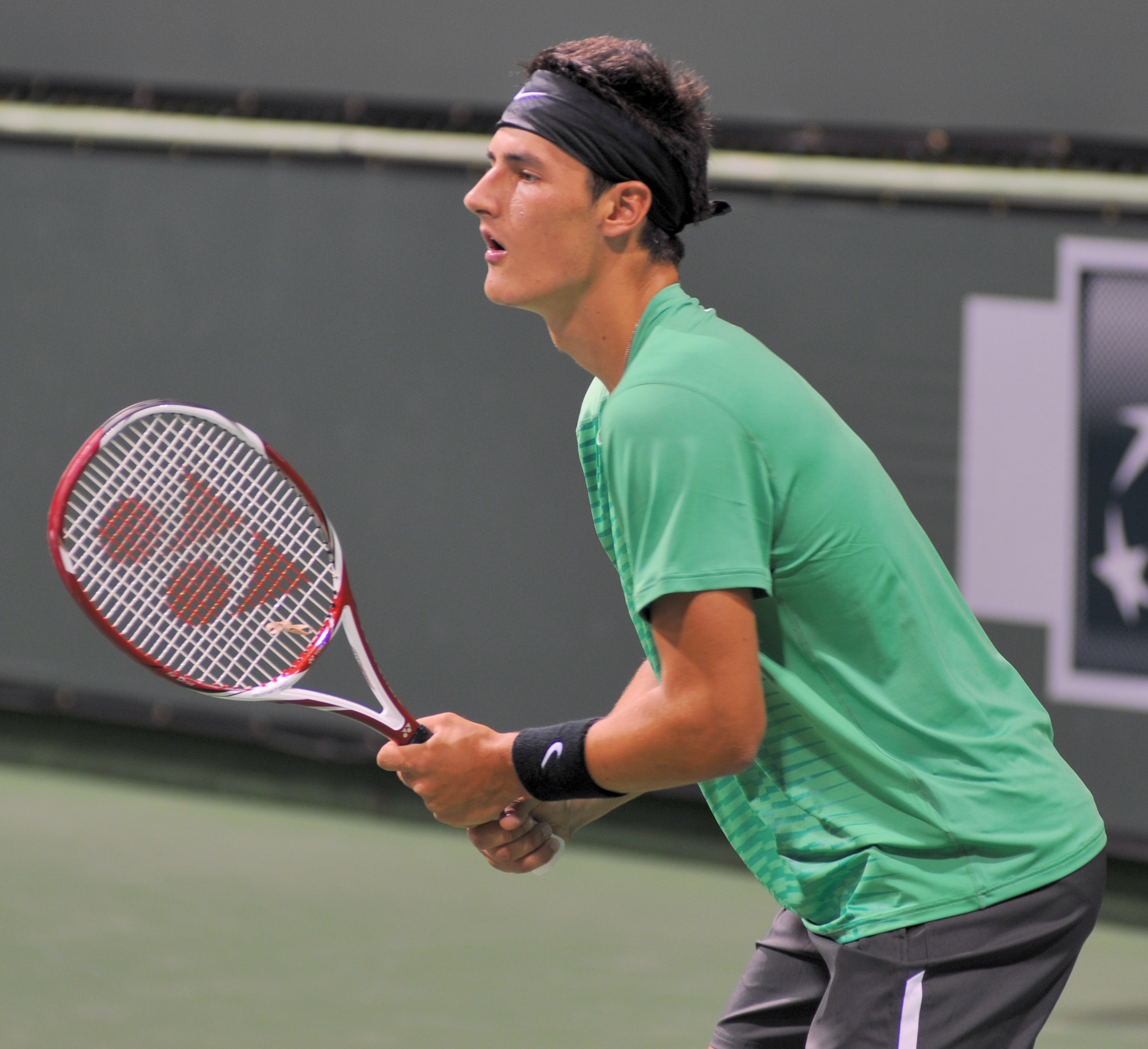
Bernard Tomic en el BNP Paribas Open 2012.

En el Abierto de Australia, debuta ante Fernando Verdasco y lo vence en cuatro horas y once minutos después de haber perdido los dos primeros sets. Tomic que nunca perdió en la primera del Australian Open, venció al 22.º cabeza de serie por 4-6, 6-7 (3), 6-4, 6-2 y 7-5. "Debe ser probablemente uno de los mejores partidos que he jugado" dijo Bernard finalizado el partido. En segunda ronda vence a Sam Querrey por 3-6, 6-3, 7-6(3), 6-3. En tercera ronda enfrenta al cabeza de serie N°13, Alexandr Dolgopolov y lo vence en cinco sets de 4-6, 7-6(0), 7-6(6), 2-6, 6-3. Finalmente cae en cuarta ronda ante Roger Federer por 4-6, 2-6, 2-6.
Luego disputa la primera ronda de la Zona Asiática/Oceánica de la Copa Davis, enfrentado a China, su rival fue Di Wu, a quien derrotó por 6-4, 7-6(3) y 6-3. Durante el Torneo de Memphis enfrentó en primera ronda a Ivan Dodig y pierde por 7-5, 4-6, 6-7(8). En Delray Beach vence en primera ronda a Tommy Haas por 6-4, 6-3. En segunda ronda derrota a Tim Smyczek por 6-1, 7-5. En cuartos cae derrotado por John Isner por 6-3, 6-2.
En Indian Wells tuvo un rápido paso perdiendo en primera ronda ante Gilles Muller por 6-4, 6-7(4) y 0-6. En el Masters de Miami derrota en primera ronda a Sergiy Stajovski por 7-6(4) y 6-3. Luego pierde en segunda ronda ante David Ferrer por 6-4, 6-4. En abril, juega la segunda ronda de la Zona Asiática/Oceánica de la Copa Davis ante Corea del Sur. Su primer rival fue Min Hyeok Cho a quien venció por 7-5, 6-3, 6-3. En el cuarto punto, con la serie ya definida a favor de Australia, derrota a Jung-Woong Na por 6-2, 6-1.
Comenzando la temporada de arcilla, Tomic no había ganado ningún partido en la temporada pasada en esta superficie. Participa del Masters de Montecarlo y en primera ronda vence a Denis Istomin por 6-4, 6-3. "Estoy aprendiendo a jugar en arcilla. Eso es lo importante." dijo finalizado el partido. En segunda ronda, el australiano pierde ante Alexandr Dolgopolov por 2-6, 7-5, 1-6 en una hora y 40 minutos. Luego, disputa el Torneo Conde de Godó como el preclasificado N°15. En primera ronda vence a Ernests Gulbis por 6-3, 6-4 en 68 minutos. En segunda ronda, enfrentó a Albert Montañés y tras tener cuatro bolas de partido, perdió por 0-6, 7-5, 5-7. Luego, el australiano jugó el Torneo de Múnich como el 5.º cabeza de serie. En primera ronda venció a Olivier Rochus por 6-4, 6-3. En segunda ronda derrotó a Potito Starace por 6-1, 6-7(4), 6-3, clasificando primera vez a cuartos de final de un torneo ATP sobre arcilla. En cuartos de final, pierde ante Feliciano López por 4-6, 2-6. En el Masters de Madrid, disputado sobre arcilla azul, pierde en primera ronda ante Radek Štěpánek por 2-6, 5-7. Luego, el australiano disputa por primera vez el Masters de Roma. Debuta con una victoria ante Santiago Giraldo por 4-6, 6-2, 6-4. En segunda ronda, enfrenta al N°1 del mundo, Novak Djokovic y pierde por un doble 3-6. El joven jugador, disputa el Torneo de Niza, como preparatoria para Roland Garros. En primera ronda, el quinto preclasificado, derrotó en primera ronda a Lukas Lacko por 6-2, 6-3. En segunda ronda, perdió ante Mijaíl Kukushkin por 6-3, 2-6, 5-7.
En Roland Garros, sería el preclasificado n. 25. En primera ronda, derrotó a Andreas Haider-Maurer por 7-6(5), 6-3, 6-3. En segunda ronda, se enfrentó a Santiago Giraldo y perdió por 4-6, 3-6, 3-6.

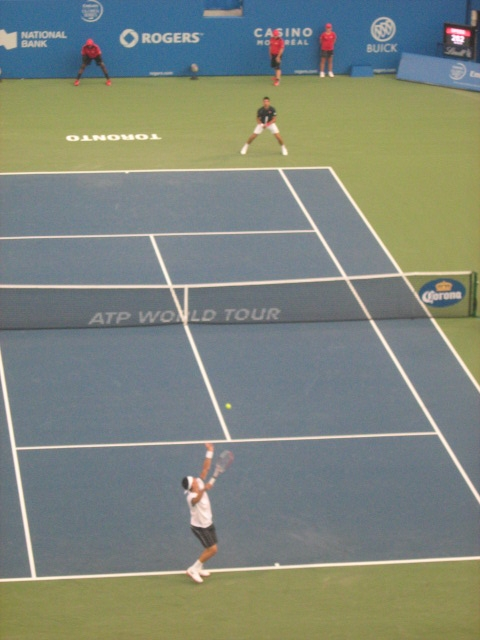
Tomic ante Novak Djokovic en el partido de segunda ronda del Masters de Toronto.

Comenzó la temporada de césped en el Torneo de Halle. En primera ronda, perdió ante Tommy Haas con el marcador 2-5, se retiró alegando que estaba enfermo. En consecuencia de su retiro, se especuló que se retiraría de Wimbledon 2012, donde defendía cuartos de final. A pesar de ello, Tomic rechazó totalmente la especulación, explicando que él solo sufrió algunos calambres en el estómago. Luego, jugó el Torneo de Eastbourne como el cuarto favorito al torneo. En su primera aparición en el torneo, debutó en segunda ronda con una derrota ante Fabio Fognini por 6-4, 3-6, 5-7.
Disputó el Campeonato de Wimbledon como 20.º preclasificado, defendiendo los cuartos de final del año pasado. En primera ronda, perdió ante otra estrella en ascenso, David Goffin por 6-3, 3-6, 4-6, 4-6. Así terminó una pobre temporada de césped, con tres derrotas y ninguna victoria.
Más tarde, disputó el Torneo de Stuttgart 2012 como el tercer favorito al torneo. Tras tener un bye en primera ronda, perdió en segunda ronda ante Thomaz Bellucci por 6-7(6) y 3-6. Luego, recibió un wild card para participar del Torneo de Gstaad como el octavo preclasificado. En su debut perdió ante Benoît Paire por 0-6, 4-6.

Luego, disputó los Juegos Olímpicos de Londres 2012 en el All England de Wimbledon. En primera ronda, perdió ante el preclasificado N°15, Kei Nishikori por un doble 6-7, encadenando su sexta derrota consecutiva.
Más tarde, inició su campaña en el US Open Series, disputando el Masters de Canadá en Toronto. En primera ronda, cortó su mala racha de siete derrotas seguidas, desde que cayera en segunda ronda de Roland Garros en mayo, al vencer a Michael Berrer por 6-3, 3-6, 6-3. En segunda ronda, volvió a caer ante Novak Djokovic por 2-6, 3-6. Luego, jugó el Masters de Cincinnati, debutando en primera ronda con una victoria sobre Ryan Harrison por 6-4, 7-6(5). En segunda ronda, derrotó a Brian Baker por 6-4, 6-3 en 76 minutos, logrando así triunfos seguidos por primera vez desde Múnich a principios de mayo. En tercera ronda, fue derrotado por el n°1 del mundo, Roger Federer con un marcador de 2-6, 4-6.
En la última gran cita, el Abierto de Estados Unidos logró una victoria en su debut de primera ronda ante Carlos Berlocq por 4-6, 7-5, 6-3, 6-4. Luego, en la segunda ronda del certamen, enfrentó a Andy Roddick —preclasificado N°20—, en lo que podía ser el último partido profesional del estadounidense al anunciar el día anterior del partido su retiro finalizado el último Major. En el Estadio Arthur Ashe —la cancha principal del predio— el joven australiano perdió por 3-6, 4-6, 0-6, en un partido donde el excampeón juvenil del US Open, admitió que salió desconcentrado a la cancha debido a la importancia del partido:

"Desde niño uno sueña con jugar en esta cancha y en especial contra uno de los mejores tenistas de Estados Unidos. Quizá pensé mucho en esas cosas antes del partido. Andy sirvió muy bien y yo nunca pude concentrarme y meterme en el encuentro"

Finalizado el US Open, el deportista representó a Australia en el repechaje de la Copa Davis para clasificar al Grupo Mundial 2013. En la serie ante Alemania, el australiano consiguió el primer punto de la serie, al vencer a Cedrik-Marcel Stebe por 2-6, 6-3, 6-4, 7-6(4). Luego, jugó el cuarto punto con la serie 2-1 a favor de Australia. Australia necesitaba una victoria de Tomic para clasificar al Grupo Mundial 2013, pero perdió ante el singlista N°1 de Alemania, Florian Mayer por 4-6, 2-6, 3-6, en 91 minutos de juego.
Después de la decepción de no clasificar a su país al Grupo Mundial 2013, disputó el Torneo de Bangkok, como octavo preclasificado. En su primera participación en el torneo, derrotó en primera ronda a Guillermo García-López por 6-0, 6-2 en 71 minutos de partido. En segunda ronda, derrotó a Dudi Sela por 4-6, 6-3, 6-4 para avanzar por cuarta vez en la temporada a los cuartos de final de un certamen ATP. En dicha instancia, enfrentó al segundo favorito, Richard Gasquet, y tras 89 minutos de juego, perdió por 6-7(5), 4-6. Luego, participó del ATP 500 de Tokio, perdiendo en primera ronda ante el clasificado, Dmitry Tursunov por 4-6, 5-7. Ya para cerrar su gira asiática, disputó el Masters de Shanghái, perdiendo en primera ronda ante Florian Mayer por 6-4, 6-0. Después de perder en el Masters de Shanghái 2012 admitió problemas con la presión, a causa de eso se retiró prematuramente del Torneo de Estocolmo. Después disputó el Torneo de Basilea, en primera ronda perdió ante el preclasificado n.º 6 Mijaíl Yuzhny por 6-0 y 6-2.
Termina la temporada en el puesto 52.

#### Torneos disputados
| N.º | Fecha                    | Torneo                       | Categoría                    | Superficie         | Ind/Out           | Ronda |
| 1.  | 1 de enero de 2012       | Brisbane                     | ATP 250                      | Dura               | Outdoor           | SF    |
| 2.  | 16 de enero de 2012      | Australian Open              | GS                           | Dura               | Outdoor           | 4R    |
| 3.  | 10 de febrero de 2012    | Copa Davis vs. China         | Copa Davis vs. China         | Césped             | Outdoor           | PO    |
| 4.  | 20 de febrero de 2012    | Memphis                      | ATP 500                      | Dura               | En pista cubierta | 1R    |
| 5.  | 27 de febrero de 2012    | Delray Beach                 | ATP 250                      | Dura               | Outdoor           | CF    |
| 6.  | 8 de marzo de 2012       | Indian Wells                 | ATP 1000                     | Dura               | Outdoor           | 1R    |
| 7.  | 21 de marzo de 2012      | Miami                        | ATP 1000                     | Dura               | Outdoor           | 2R    |
| 8.  | 6 de abril de 2012       | Copa Davis vs. Corea del Sur | Copa Davis vs. Corea del Sur | Dura               | Outdoor           | PO    |
| 9.  | 15 de abril de 2012      | Montecarlo                   | ATP 1000                     | Tierra batida      | Outdoor           | 2R    |
| 10. | 23 de abril de 2012      | Barcelona                    | ATP 500                      | Tierra batida      | Outdoor           | 2R    |
| 11. | 30 de abril de 2012      | Múnich                       | ATP 250                      | Tierra batida      | Outdoor           | CF    |
| 12. | 6 de mayo de 2012        | Madrid                       | ATP 1000                     | Tierra batida azul | Outdoor           | 1R    |
| 13. | 13 de mayo de 2012       | Roma                         | ATP 1000                     | Tierra batida      | Outdoor           | 2R    |
| 14. | 20 de mayo de 2012       | Niza                         | ATP 250                      | Tierra batida      | Outdoor           | 2R    |
| 15. | 27 de mayo de 2012       | Roland Garros                | GS                           | Tierra batida      | Outdoor           | 2R    |
| 16. | 11 de junio de 2012      | Halle                        | ATP 250                      | Césped             | Outdoor           | 1R    |
| 17. | 16 de junio de 2012      | Eastbourne                   | ATP 250                      | Césped             | Outdoor           | 2R    |
| 18. | 25 de junio de 2012      | Wimbledon                    | GS                           | Césped             | Outdoor           | 1R    |
| 19. | 9 de julio de 2012       | Stuttgart                    | ATP 250                      | Tierra batida      | Outdoor           | 2R    |
| 20. | 16 de julio de 2012      | Gstaad                       | ATP 250                      | Tierra batida      | Outdoor           | 1R    |
| 21. | 27 de julio de 2012      | Londres                      | JJ.OO.                       | Césped             | Outdoor           | 1R    |
| 22. | 6 de agosto de 2012      | Toronto                      | ATP 1000                     | Dura               | Outdoor           | 2R    |
| 23. | 12 de agosto de 2012     | Cincinnati                   | ATP 1000                     | Dura               | Outdoor           | 3R    |
| 24. | 27 de agosto de 2012     | US Open                      | GS                           | Dura               | Outdoor           | 2R    |
| 25. | 14 de septiembre de 2012 | Copa Davis vs. Alemania      | Copa Davis vs. Alemania      | Tierra batida      | Outdoor           | P     |
| 26. | 24 de septiembre de 2012 | Bangkok                      | ATP 250                      | Dura               | Outdoor           | CF    |
| 27. | 1 de octubre de 2012     | Tokio                        | ATP 500                      | Dura               | Outdoor           | 1R    |
| 28. | 7 de octubre de 2012     | Shanghái                     | ATP 1000                     | Dura               | Outdoor           | 1R    |
| 29. | 22 de octubre de 2012    | Basilea                      | ATP 500                      | Dura               | En pista cubierta | 1R    |

### 2013
Bernard, comenzó el año jugando la Copa Hopman, que se disputa en Perth, junto con Ashleigh Barty, Tomic venció a Tommy Haas de Alemania por 7-6(6), 3-6 y 7-5 en el primer partido del Grupo A. En el segundo partido del Grupo A, Tomic derrotó al n.º 1 del mundo Novak Djokovic de Serbia por 6-4 y 6-4. En el último partido del Grupo A, Tomic venció a Andreas Seppi de Italia por 6-3 y 7-5, cerrando así pleno de victorias en la competición en individuales. Tras un buen papel en la Copa Hopman, Tomic comenzó su temporada 2013 en el Torneo de Sídney 2013, en primera ronda, se enfrentó a su compatriota Marinko Matosevic, lo venció por 6-3 y 6-4. En segunda vence por primera vez a Florian Mayer por 7-6(4) y 6-2. En cuartos de final derrota al campeón defensor Jarkko Nieminen por 6-7(6), 6-4 y 6-2, llegando así a su segunda semifinal como profesional. En semifinales vence a Andreas Seppi por 7-6(10) y 6-4, llegando así a la primera final de su carrera. En la final vence a Kevin Anderson por 6-3, 6-7(2) y 6-3, logrando el primer título de su carrera.
Después de coronarse campeón en Sídney, Tomic disputó el Abierto de Australia 2013, en primera ronda, derrotó a Leonardo Mayer por 6-3, 6-2 y 6-3. En segunda ronda derrota a Daniel Brands por 6-7(4), 7-5, 7-6(3) y 7-6(8) en un partido muy disputado. En tercera ronda pierde con el n.º 2 del mundo Roger Federer por 4-6, 6-7(5) y 1-6.
Tras la gira oceánica, Tomic disputó el Torneo de Róterdam, en primera ronda perdió ante otra gran promesa, Grigor Dimitrov en tres sets 3-6, 6-3 y 3-6.
Después, jugó el Open 13 de Marsella, en primera ronda vence al 8.º preclasificado Martin Klizan por 4-6, 6-3 y 7-6(7). En segunda ronda vence a Somdev Devvarman por 6-3 y 7-5. En cuartos de final pierde contra el favorito n.º 3 Jo-Wilfried Tsonga por 6-4, 3-6 y 6-7(10) tras tener cinco bolas de partido.
En el Torneo de Dubái 2013 se retiró en su partido de primera ronda contra Victor Hanescu cuando perdía por 3-2 debido a un malestar general.
Después juega el primer Masters 1000 de la temporada, el Masters 1000 de Indian Wells 2013, en primera ronda vence al brasileño Thomaz Bellucci por 6-4 y 6-3. En segunda ronda, pierde ante el preclasificado n.º 10 Richard Gasquet por 6-7(1) y 2-6. Tras Indian Wells, Tomic jugó el Masters 1000 de Miami 2013, en primera ronda venció al clasificado Marc Gicquel por 7-5 y 7-6(3). En segunda ronda perdió ante el n.º 3 del mundo y preclasificado n.º 2 Andy Murray por 6-3 y 6-1.
Después de los dos primeros Masters 1000 de la temporada, Tomic viajó hasta Uzbekistán para defender por primera vez en 2013 a Australia en la Copa Davis 2013, en el primer partido de la serie venció a Farrukh Dustov por 7-6(6), 6-4 y 6-4 para dar el primer punto a su país. Con la serie 2-1 a favor de Australia, Tomic venció a Denis Istomin por 4-6, 6-2, 6-2 y 6-3 y dar el punto que necesitaban para ganar la serie.
Tras Copa Davis, jugó el Masters 1000 de Montecarlo 2013, en primera ronda, perdió contra Alexandr Dolgopolov por 2-6 y 4-6.
Después, juega el Torneo Conde de Godó 2013, en primera ronda vence a Kenny de Schepper por 6-4, 4-6 y 6-2. En la segunda ronda pierde contra el preclasificado n.º 7 Juan Mónaco por 0-6 y 2-6.
En el Mutua Madrid Open 2013 pierde en primera ronda por 3-6 y 2-6 contra Radek Štěpánek.
Llegó el segundo Grand Slam de la temporada, Roland Garros, en la primera ronda perdió ante Victor Hanescu por 5-7, 6-7(8), 1-2 y retiro del australiano.
Comenzó la temporada de hierba jugando en el Torneo de Queen's Club, en primera ronda pierde contra Benjamin Becker por 4-6, 7-6(4) y 6-7(4).

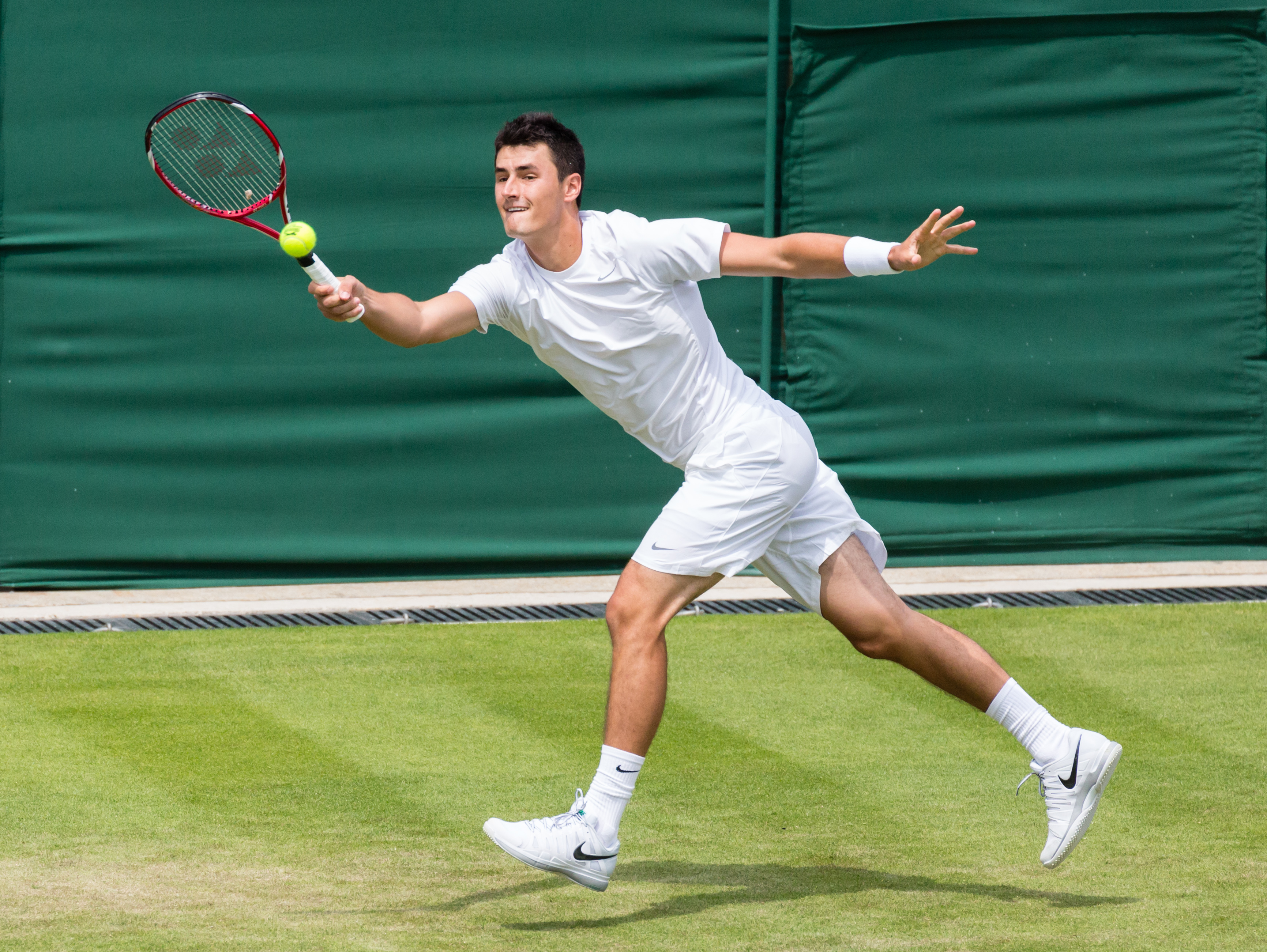
Bernard Tomic en el Campeonato de Wimbledon 2013.

Siguió con la preparación a Wimbledon jugando el Torneo de Eastbourne, en primera ronda venció al invitado local James Ward por 6-4 y 6-3. En segunda ronda vence a Julien Benneteau por 6-2, 5-7 y 7-6(4). En los cuartos de final se ve superado por el preclasificado n.º 2 Gilles Simon por 6-7(8) y 3-6.
Llegó el tercer Grand Slam de la temporada, Wimbledon 2013, en la primera ronda vence al preclasificado n.º 21 Sam Querrey en cinco sets por 7-6(6), 7-6(3), 3-6, 2-6 y 6-3. En segunda ronda derrota a James Blake por 6-3, 6-4 y 7-5. En tercera ronda vence al favorito n.º 9 Richard Gasquet por 7-6(7), 5-7, 7-5 y 7-6(5) en un partido muy igualado. En cuarta ronda planta batalla al favorito n.º 7 Tomáš Berdych pero cae por 6-7(4), 7-6(5), 4-6 y 4-6.
Después inició la US Open Series en preparación al último Grand Slam de la temporada, disputando el Torneo de Washington como preclasificado 14. Al ser cabeza de serie estaba exento de primera ronda. En segunda ronda vence a David Goffin por 6-1 y 6-3. En la tercera ronda se enfrenta al máximo favorito Juan Martín Del Potro y pierde por 3-6 y 3-6.
Después llegó el Masters de Canadá disputado en Montreal, en primera ronda perdió por 7-5, 3-6 y 3-6 contra Florian Mayer.
Tras Canadá, Tomic inició la fase de clasificación para el Masters de Cincinnati como preclasificado n.º 2, en primera ronda de la fase de clasificación, perdió sorprendentemente contra Robby Ginepri por 4-6 y 2-6 en 45 minutos.
Llegó el cuarto y último Grand Slam de la temporada, el US Open, en primera ronda vence a Albert Ramos en cinco sets por 6-3, 3-6, 4-6, 7-6(1) y 6-3. En segunda ronda pierde contra el clasificado Daniel Evans por 6-1, 3-6, 6-7(4) y 3-6.
Después, Tomic viajó hasta Varsovia para jugar Copa Davis contra Polonia, en el segundo partido de la serie vence a Michal Przysiezny por 7-5, 7-6(1) y 6-4 para dar el 2-0 a favor de Australia. En su segundo partido vence a Lukasz Kubot por 6-4, 7-6(5), 6-3 para devolver a Australia al grupo mundial de la Copa Davis, donde el capitán Patrick Rafter dijo: 

"Nuestro equipo se ve más fuerte cuándo Bernard juega de esta manera"

Después de devolver a Australia al grupo mundial de la Copa Davis, Tomic inició la gira asiática jugando el Torneo de Bangkok, en primera ronda se beneficia de la retirada de Ivo Karlović con un marcador favorable de 6-7(3), 6-4 y 4-2. En segunda ronda pierde ante el preclasificado n.º 4 Gilles Simon por 4-6 y 5-7.
Después, Tomic jugó el Torneo de Beijing, en primera ronda venció al invitado local Ze Zhang por 7-6(4) y 6-4. En segunda ronda pierde contra el favorito n.º 5 Richard Gasquet por 6-7(2) y 4-6.
Tras Pekín, jugó el Masters de Shanghái, en primera ronda pierde 5-7 y 2-6 contra Jérémy Chardy.
Tras concluir la gira asiática sin demasiado éxito, Tomic jugó el Torneo de Estocolmo, en primera ronda perdió contra Jack Sock por 4-6 y 2-6.
Después, siguió con la gira en pista cubierta en el Valencia Open, en primera ronda se retiró con un marcador en contra de 6-3, 4-6 y 1-4 contra Mijaíl Yuzhny.
Tras retirarse en Valencia, Tomic inició la fase previa para el Masters de París-Bercy como preclasificado n.º 4. En primera ronda de la fase de clasificación vence a Ivo Karlović por 7-6(6) y 7-6(3). En la ronda final de la fase de clasificación vence a Pablo Carreño por 6-7(4), 6-4 y 6-0. En primera ronda del cuadro principal, se enfrenta contra Feliciano López y pierde por 4-6, 7-6(4) y 6-7(1).
Para despedir la temporada, Tomic jugó el Slovak Open 2013 como preclasificado n.º 2, en primera ronda pierde contra Illya Marchenko por 4-6 y 2-6.

#### Torneos disputados
| N.º | Fecha                    | Torneo                    | Categoría                 | Superficie    | Ind/Out           | Ronda   |
| 1.  | 7 de enero de 2013       | Sídney                    | ATP 250                   | Dura          | Outdoor           | Campeón |
| 2.  | 14 de enero de 2013      | Australian Open           | GS                        | Dura          | Outdoor           | 3R      |
| 3.  | 11 de febrero de 2013    | Róterdam                  | ATP 500                   | Dura          | En pista cubierta | 1R      |
| 4.  | 18 de febrero de 2013    | Marsella                  | ATP 250                   | Dura          | En pista cubierta | CF      |
| 5.  | 25 de febrero de 2013    | Dubái                     | ATP 500                   | Dura          | Outdoor           | 1R      |
| 6.  | 7 de marzo de 2013       | Indian Wells              | ATP 1000                  | Dura          | Outdoor           | 2R      |
| 7.  | 20 de marzo de 2012      | Miami                     | ATP 1000                  | Dura          | Outdoor           | 2R      |
| 8.  | 5 de abril de 2013       | Copa Davis vs. Uzbekistán | Copa Davis vs. Uzbekistán | Arcilla       | Outdoor           | PO      |
| 9.  | 14 de abril de 2013      | Montecarlo                | ATP 1000                  | Tierra batida | Outdoor           | 1R      |
| 10. | 22 de abril de 2013      | Barcelona                 | ATP 500                   | Tierra batida | Outdoor           | 2R      |
| 11. | 5 de mayo de 2013        | Madrid                    | ATP 1000                  | Tierra batida | Outdoor           | 1R      |
| 12. | 27 de mayo de 2013       | Roland Garros             | GS                        | Tierra batida | Outdoor           | 1R      |
| 13. | 10 de junio de 2013      | Queen's Club              | ATP 250                   | Césped        | Outdoor           | 1R      |
| 14. | 17 de junio de 2013      | Eastbourne                | ATP 250                   | Césped        | Outdoor           | CF      |
| 15. | 24 de junio de 2013      | Wimbledon                 | GS                        | Césped        | Outdoor           | 4R      |
| 16. | 29 de julio de 2013      | Washington                | ATP 500                   | Dura          | Outdoor           | 3R      |
| 17. | 5 de agosto de 2013      | Montreal                  | ATP 1000                  | Dura          | Outdoor           | 1R      |
| 18. | 11 de agosto de 2012     | Cincinnati                | ATP 1000                  | Dura          | Outdoor           | 1R      |
| 19. | 26 de agosto de 2013     | US Open                   | GS                        | Dura          | Outdoor           | 2R      |
| 20. | 13 de septiembre de 2013 | Copa Davis vs. Polonia    | Copa Davis vs. Polonia    | Tierra batida | Outdoor           | PO      |
| 21. | 23 de septiembre de 2013 | Bangkok                   | ATP 250                   | Dura          | Outdoor           | 2R      |
| 22. | 30 de septiembre de 2013 | Pekín                     | ATP 500                   | Dura          | Outdoor           | 2R      |
| 23. | 6 de octubre de 2013     | Shanghái                  | ATP 1000                  | Dura          | Outdoor           | 1R      |
| 24. | 14 de octubre de 2013    | Estocolmo                 | ATP 250                   | Dura          | Outdoor           | 2R      |
| 25. | 21 de octubre de 2013    | Valencia                  | ATP 500                   | Dura          | En pista cubierta | 1R      |
| 26. | 28 de octubre de 2013    | París                     | ATP 1000                  | Dura          | En pista cubierta | 1R      |

### 2014

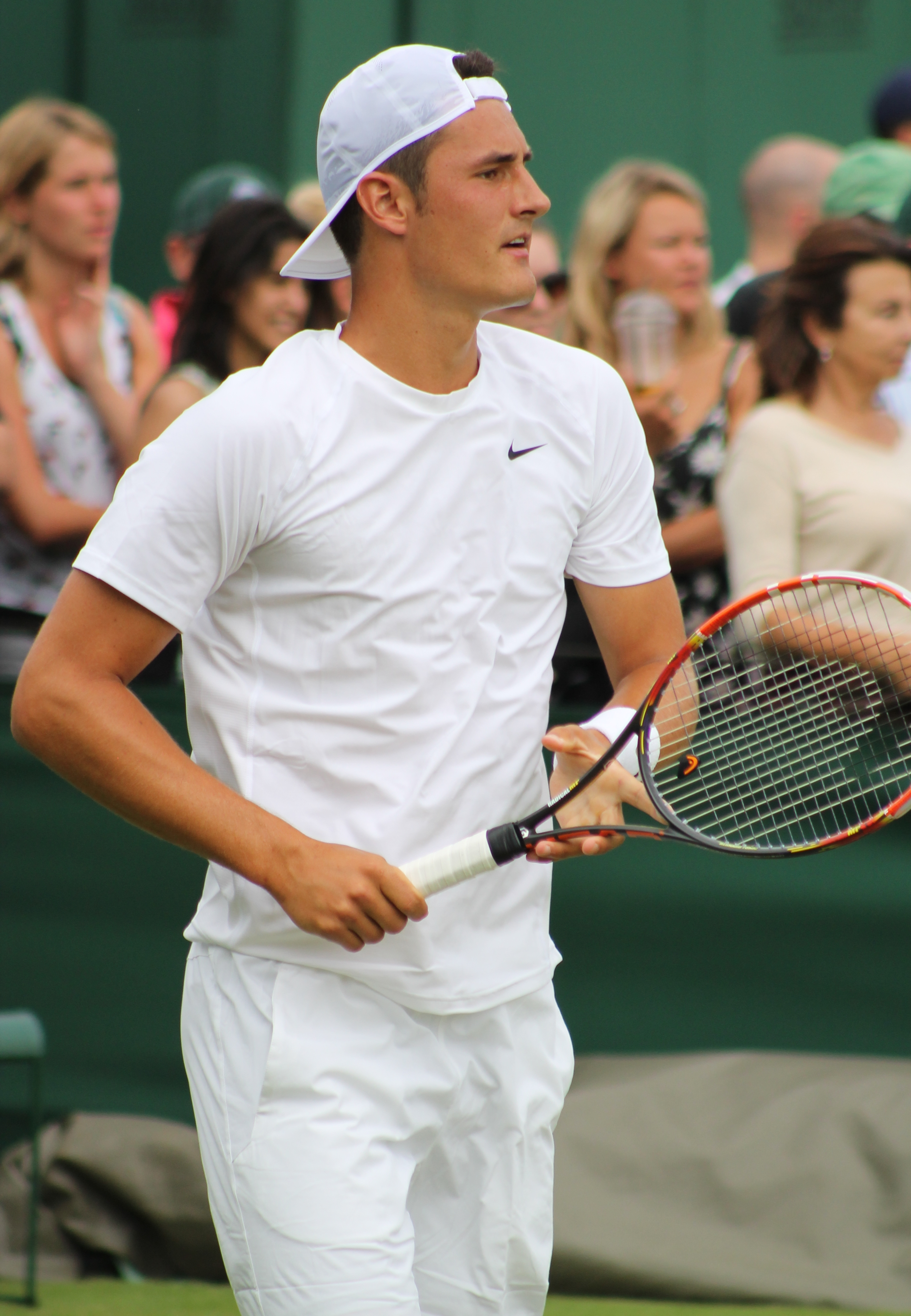
Tomic en el Campeonato de Wimbledon 2014.

Tomic inició el año jugando la Copa Hopman junto con Samantha Stosur. En el primer partido del Grupo A pierde contra Milos Raonic de Canadá por 6-7(6) y 1-6. En el segundo partido vence a Andreas Seppi de Italia por 4-6, 6-3 y 6-2. En el tercer y último encuentro gana a Grzegorz Panfil de Polonia por 6-1 y 6-4.
Tras finalizar con éxito la Copa Hopman, Tomic inició su temporada 2014 en el Torneo de Sídney como defensor del título. En primera ronda vence a Marcel Granollers por 6-3 y 6-0. En segunda ronda derrota a Blaz Kavcic por 6-3, 4-6 y 6-4. En cuartos de final vence a Alexandr Dolgopolov por 6-4 y 6-3. En semifinales derrota a Sergiy Stakhovsky por 6-7(4), 7-5 y 6-3. En la final no pudo revalidar el título del año anterior al ser derrotado por el preclasificado n.º1 Juan Martín Del Potro por 3-6 y 1-6.
Después de ser finalista en Sídney, Tomic jugó el Open de Australia, en primera ronda se enfrenta al N.º 1 del mundo, Rafael Nadal y se ve obligado a retirarse tras perder el primer set 4-6 por problemas en la pierna izquierda, siendo su primera derrota en primera ronda del Australian Open. Tras retirarse en primera ronda del Australian Open, se confirmó que tenía que operarse de la cadera. El 21 de enero fue intervenido con éxito de la cadera, estando de baja un máximo de 12 semanas según indicó Tenis Australia. El 25 de febrero, se dio a conocer que la vuelta de Bernard a las pistas estaría prevista para el Masters de Monte Carlo en el mes de abril.
Finalmente, tras tener previsto volver en abril, Bernard disputó el Masters de Miami, en su partido de primera ronda perdió ante Jarkko Nieminen 0-6 y 1-6 en 28 minutos.
Después de volver prematuramente en Miami, decidió competir en la fase previa del Mutua Madrid Open como preclasificado n.º12, en primera ronda de la fase de clasificación vence a Michael Llodra por 6-4 y 6-4. En la ronda final de la clasificación pierde ante el preclasificado n.º6 Benjamin Becker por 6-3, 6-7(4) y 4-6.
Tras disputar la fase previa en el Mutua Madrid Open, juega la fase de clasificación para el Masters de Roma como preclasificado n.º11, en primera ronda de la fase previa pierde contra Víctor Estrella Burgos por 5-7 y 3-6.
Sigue con la preparación para Roland Garros disputando el Torneo de Niza, en primera ronda es derrotado por Martin Klizan por 6-4, 3-6 y 4-6.
Llegó el segundo Grand Slam de la temporada en Roland Garros, en primera ronda pierde ante el local y favorito n.º.12 del torneo Richard Gasquet por 2-6, 1-6 y 5-7.
Después de caer en primera ronda de Roland Garros, comienza la gira de hierba en el Torneo de Queen's como preparación a Wimbledon, en primera ronda vence a Tim Smyczek por 6-4, 3-6 y 7-5. En segunda ronda es derrotado por el preclasificado n.º15 Radek Štěpánek por 6-7(4) y 6-7(5).
Sigue con la preparación a Wimbledon disputando el Torneo de Eastbourne, en primera ronda gana a Andrey Golubev por 6-4 y 6-4. En segunda ronda pierde ante el preclasificado n.º1 Richard Gasquet por 4-6, 6-3 y 3-6.
En el tercer Grand Slam de la temporada, en Wimbledon, vence en primera ronda a Yevgueni Donskói por 6-4, 6-3 y 6-2. En segunda ronda pierde ante el favorito n.º6 Tomáš Berdych por 6-4, 6-7(5), 6-7(3) y 1-6. Como consecuencia de esta derrota cayó fuera del Top 100 hasta el n.º 124.
Después de Wimbledon recibe una invitación para jugar el Claro Open Colombia, en primera ronda vence a Farrukh Dustov 6-3 y 6-3 en menos de una hora. En segunda ronda vence al local y preclasificado n.º 5 Alejandro Falla por 6-1 y 7-6(2). En cuartos de final vence al preclasificado n.º 3 Vasek Pospisil por 6-4 y 6-4. En semifinales derrota a Víctor Estrella por 7-6(2), 6-7(5) y 7-6(5). En la final se consagra campeón al lograr el segundo título de su carrera al derrotar al campeón defensor y preclasificado n.º 2 Ivo Karlović por 7-6(5), 3-6 y 7-6(4).
Tras coronarse campeón en Bogotá, Tomic inició la US Open Series en el Torneo de Washington, en primera ronda vence a Alejandro González por 6-3 y 6-2. En segunda ronda pierde ante el preclasificado n.º15 Denis Istomin por 4-6 y 6-7(6).
Siguió con la US Open Series disputando la fase de clasificación para el Masters de Toronto como preclasificado n.º 3, en primera ronda de la fase previa vence a Evan King por 6-0 y 6-1. En la ronda final de la clasificación vence a Malek Jaziri por 4-6, 6-1 y 6-4. En primera ronda del cuadro principal cae derrotado contra Ivo Karlović por 6-3, 6-7(5) y 6-7(6).
Continua con la preparación para el US Open jugando la clasificación para el Masters de Cincinnati, en primera ronda de la fase de clasificación vence a Farrukh Dustov por 7-5 y 6-3. En la ronda final de la fase previa vence a Matthew Ebden por 6-3 y 7-6(5). En primera ronda del cuadro principal pierde ante Gilles Simon por 3-6 y 2-6.
Más tarde, en el cuarto Grand Slam de la temporada, el US Open,  recibe una wildcard para entrar al cuadro principal. En primera ronda vence a Dustin Brown por 7-6(2), 6-4 y 7-6(3). En segunda ronda, en su partido ante David Ferrer, se retiró antes de comenzar el encuentro debido a una lesión en la cadera, en la que ya fue operado tras el Abierto de Australia.
Tras retirarse en el Abierto de Estados Unidos, Tomic inició la gira asiática en el Torneo de Kuala Lumpur. En primera ronda pierde ante Pierre-Hugues Herbert por 4-6, 6-3 y 6-7(7).
Sigue con la gira asiática en el Torneo de Tokio. En primera ronda cae contra el preclasificado n.º3 Milos Raonic por 6-7(3) y 3-6.
Para finalizar la gira asiática disputa la clasificación para el Masters de Shanghái. En primera ronda de la fase previa derrota a Zhaoyi Cao por 6-1 y 6-2. En la ronda final de la clasificación derrota a Tatsuma Ito por 6-3 y 6-4. En primera ronda del cuadro principal es derrotado por Jack Sock por 6-7(4), 7-6(4) y 4-6.
Después, Bernard inició la gira en pista cubierta en el Torneo de Estocolmo. En primera ronda vence al wildcard local Patrik Rosenholm por 7-6(1), 5-7 y 6-4. En segunda ronda vence al preclasificado n.º3 Kevin Anderson por 7-6(4) y 6-4. En cuartos de final vence al preclasificado n.º7 Fernando Verdasco por 0-6, 6-4 y 7-6(5). En semifinales cae ante el campeón defensor y preclasificado n.º2 Grigor Dimitrov por 3-6 y 5-7.
Tras un gran torneo en Estocolmo, Tomic disputó la fase previa para el Masters de París-Bercy. En primera ronda de la fase de clasificación vence a Vincent Millot por 6-3 y 6-4. En la ronda final de la clasificación pierde contra Jack Sock por 2-6 y 4-6.

### 2015
Tomic, comenzó la temporada jugando un torneo ATP por primera vez desde 2012 en el Torneo de Brisbane. En primera ronda vence a Sam Querrey por 7-5 y 7-6(5). En segunda ronda vence al wildcard local Thanasi Kokkinakis por 7-6(2) y 6-1. En cuartos de final cae ante el preclasificado n.º2 Kei Nishikori por 0-6 y 4-6.
Después, continúa la gira oceánica en el Torneo de Sídney. En primera ronda vence a Igor Sijsling por 6-1 y 6-2. En segunda ronda derrota al preclasificado n.º3 Philipp Kohlschreiber por 6-3 y 6-4. En cuartos de final cae derrotado frente a Gilles Müller por 6-7(3) y 6-7(13).
Empezó el primer Grand Slam del año en el Australian Open. En primera ronda vence a Tobias Kamke por 7-5, 6-7(1), 6-3 y 6-2. En segunda ronda derrota al preclasificado n.º22 Philipp Kohlschreiber por 6-7(5), 6-4, 7-6(6) y 7-6(5). En tercera ronda elimina a su compatriota Sam Groth por 6-4, 7-6(8) y 6-3. En cuarta ronda pierde ante el preclasificado n.º7 Tomáš Berdych por 2-6, 6-7(3) y 2-6.
Tras el Abierto de Australia 2015, disputa el Torneo de Memphis. En primera ronda vence a Igor Sijsling por 4-6, 6-3 y 6-2. En segunda ronda derrota al preclasificado n.º4 Alexandr Dolgopolov por 6-1 y 7-5. En cuartos de final pierde ante el local Donald Young por 6-7(8), 6-4 y 5-7.
Sigue con la gira americana el Torneo de Delray Beach. En primera ronda vence a Malek Jaziri por 6-3 y 6-3. En segunda ronda derrota al preclasificado n.º8 Viktor Troicki por 6-3, 6-7(3) y 6-4. En cuartos de final gana a la sorpresa del torneo Yoshihito Nishioka por 6-3 y 6-1. En semifinales vuelve a ser derrotado por Donald Young por 6-4, 4-6 y 2-6.
Después disputa su primer torneo de categoría 500 del año en el Abierto Telcel. En primera ronda derrota a Adrian Mannarino por 3-6, 6-4 y 6-4. En segunda ronda vence al cabeza de serie n.º8 Benjamin Becker por 4-6, 6-3 y 6-2. En cuartos de final es derrotado por el preclasificado n.º2 David Ferrer por 4-6, 6-3 y 1-6.
Tras Acapulco, representa a Australia en la Copa Davis ante República Checa. En su primer encuentro vence a Jiri Vesely por 6-4, 6-3 y 7-6(5) poniendo el 2-0 a favor de Australia. Con la serie 2-1 a favor de su país vence a Lukáš Rosol por 7-6(4), 6-3 y 7-6(5) para dar el punto definitivo para ganar la serie.
En el Masters de Indian Wells, Tomic derrotó en segunda ronda al joven talento Borna Ćorić por 6-3 y 6-4. En tercera ronda venció al favorito n.º7 del torneo David Ferrer por 7-5 y 6-4. En cuarta ronda ganó a su compatriota Thanasi Kokkinakis por 6-4, 4-6 y 6-3. En cuartos de final no saltó a la pista en el partido que le enfrentaba al n.º1 del Mundo Novak Djokovic por un dolor en la muela.
En el siguiente Masters 1000, el Masters de Miami, Tomic volvió a jugar directamente en segunda ronda, donde venció a Austin Krajicek por 7-6(6) y 7-5. En tercera ronda cayó derrotado frente al favorito n.º6 del torneo Tomáš Berdych por 7-6(4), 6-7(3) y 1-6 tras tener 3 bolas de partido.
Después empezó la gira de tierra batida jugando el Masters de MonteCarlo. En primera ronda venció a Lukáš Rosol por 4-6, 6-2 y 6-3. En segunda ronda perdió ante Andreas Haider-Maurer por 7-6(4), 6-7(5) y 4-6.
Siguió con la gira de polvo de ladrillo disputando el Torneo de Múnich 2015 como 6.º preclasificado. En primera ronda cayo derrotado frente al clasificado Janko Tipsarević por 7-5, 1-6 y 6-7(3).
Luego jugó el Mutua Madrid Open. En primera ronda perdió ante el clasificado Luca Vanni por 7-5, 1-6 y 6-7(1).
Después de Madrid era el turno de jugar el Masters de Roma 2015. En primera ronda perdió contra Viktor Troicki por 6-7(3), 7-6(4) y 6-7(4).
Jugó el Torneo de Niza como preparación para Roland Garros como 5.º cabeza de serie. En primera ronda se tuvo que retirar a causa de un virus cuando perdía 2-6 contra Gianni Mina.
En el segundo Grand Slam de la temporada, Roland Garros, Tomic como preclasificado n.º27 jugó la primera ronda frente al clasificado Luca Vanni y ganó por 6-3, 3-6, 6-3 y 6-4. En segunda ronda perdió ante su joven compatriota Thanasi Kokkinakis por 6-3, 6-3, 3-6, 4-6 y 6-8.
Inició la gira de hierba en el Torneo de Stuttgart como preclasificado n.º5. En primera ronda vence a Jan-Lennard Struff por 6-3 y 7-6(5). En segunda ronda vence al veterano Tommy Haas por 7-6(6) y 6-2. En cuartos de final cae ante el ex-número 1 del mundo Rafael Nadal por 4-6, 7-6(6) y 3-6.
Siguió con la preparación a Wimbledon jugando el Gerry Weber como preclasificado n.º.7. En primera ronda pierde contra Steve Johnson por 3-6 y 6-7(4).
Disputó el tercer grande de la temporada en Wimbledon como 27.º cabeza de serie. En primera ronda vence a Jan-Lennard Struff por 6-3, 3-6, 2-6, 6-2 y 6-3. En segunda ronda derrota a Pierre-Hugues Herbert por 7-6(3), 6-4 y 7-6(5). En tercera ronda cae ante el número 1 del mundo Novak Djokovic por 3-6, 3-6 y 3-6.
Después el Hall of Fame como preclasificado n.º3. En primera ronda pierde ante su compatriota John Patrick Smith por 3-6 y 5-7.
Llegó el Claro Open donde defendía la corona de 2014 como 2.º favorito. En segunda ronda venció a Adrián Menéndez Maceiras por 6-7(5), 6-2 y 6-4. En cuartos de final derrota a Tatsuma Ito por 6-1 y 6-4. En semifinales vence a Michael Berrer por 6-4, 6-7(4) y 7-6(3). En la final derrota a Adrian Mannarino por 6-1, 3-6 y 6-2. De esta forma conseguía el tercer título de su carrera y el segundo consecutivo en Bogotá.
Inicia la gira americana en el Citi Open como favorito n.º11. En primera ronda cae derrotado ante Steve Johnson por 7-6(7), 4-6 y 2-6.
Jugó el Rogers Cup. En primera vence a Joao Sousa por 6-3 y 6-3. En segunda ronda da la sorpresa y derrotado al favorito n.º6 Marin Čilić por 6-3 y 6-4. En tercera ronda es derrotado por el favorito n.º10 Jo-Wilfried Tsonga por 6-7(7) y 3-6.
Siguió con los Masters Series en el Masters de Cincinnati. En primera ronda vence a Sergiy Stakhovsky por 6-4 y 6-3. En segunda ronda cae ante Alexandr Dolgopolov por 4-6 y 1-6.
En el último Grand Slam de la temporada, el US Open llegaba como favorito n.º24. En primera ronda gana a Damir Dzumhur por 5-7, 7-6(4), 6-4 y 6-3. En segunda ronda derrota a su mentor y amigo Lleyton Hewitt por 6-3, 6-2, 3-6, 5-7 y 7-5 en un gran partido llegando a salvar bolas de partido en contra. En tercera ronda cae ante el favorito n.º12 Richard Gasquet por 4-6, 3-6 y 1-6.
Después fue seleccionado por Australia para disputar las semifinales de la Copa Davis contra Gran Bretaña. En el segundo encuentro de la serie vence a Daniel Evans 6-3, 7-6(2), 6-7(4) y 6-4 consiguiendo poner el 1-1. En el punto clave es derrotado por Andy Murray por 5-7, 3-6 y 2-6.
Tras la Copa Davis, disputó el Rakuten Japan. En primera ronda se retira en su partido ante Steve Johnson con marcador de 3-6 y 1-2.
En el último Masters de la temporada, el Masters de Shanghái tiene un papel destacado. En primera ronda vence a Fernando Verdasco por 6-3 y 7-6(3). En segunda ronda vence al favorito n.º7 David Ferrer por 6-4 y 6-2. En tercera ronda derrota al preclasificado n.º12 Richard Gasquet por 6-3, 6-7(1) y 6-4. En cuartos de final planta batalla al número 1 del mundo Novak Djokovic pero cae por 6-7(6) y 1-6.
Inicia la gira en pista cubierta en el If Stockholm Open como favorito n.º4. Exento de primera ronda, en su partido de segunda ronda es derrotado por Marcos Baghdatis por 6-7(7) y 3-6.
Sigue con los torneos en pista cubierta en el Valencia Open como precasificado n.º3. Recibe un bye en primera ronda. En segunda ronda pierde contra Pablo Cuevas por 6-3, 3-6 y 4-6.
Llegó torneo de la temporada, el Masters de París. En primera ronda vence a Fabio Fognini por 6-3 y 6-2. En segunda ronda pierde ante el favorito n.º4 Stanislas Wawrinka por 3-6 y 6-7(6).
Finaliza la temporada en el puesto 18, el más alto de su carrera en una temporada que inició en el puesto 74. El propio Bernard dijo: "Probablemente ha sido la temporada más completa de mi vida".

### 2016
Bernard empezó la temporada en el ranking más alto de su carrera en el puesto 18 disputando el Torneo de Brisbane 2016 como preclasificado n.º7. En primera ronda vence a Nicolas Mahut por 6-4 y 6-3. En segunda ronda derrota a Radek Štěpánek por 7-6(6), 4-6 y 7-6(4). En cuartos de final vence al favorito n.º2 Kei Nishikori por 6-3, 1-6 y 6-3. En semifinales pierde ante el favorito n.º4 Milos Raonic por 6-7(4) y 6-7(5).
Después jugó el Torneo de Sídney 2016 como favorito n.º1. Obtiene un bye en primera ronda. En segunda ronda vence a Jordan Thompson por 6-2 y 6-2. En cuartos de final se retira ante Teimuraz Gabashvili con un marcador de 3-6 y 0-3 en contra.
Llegó el primer Grand Slam de la temporada en el Abierto de Australia 2016. Sería el preclasificado n.º16 y máximo favorito local. En primera ronda vence a Denis Istomin por 6-7(3), 6-4, 6-4 y 6-4. En segunda ronda derrota a Simone Bolelli por 6-4, 6-2, 6-7(6) y 7-5. En tercera rnda gana a su compatriota John Millman por 6-4, 6-2 y 7-5. En cuarta ronda cae derrotado por el favorito n.º2 Andy Murray por 4-6, 4-6 y 6-7(4).
Tras el primer 'major' de la temporada, disputa el Torneo de Ecuador 2016 donde sería el máximo favorito. Tiene una excepción de primera ronda. En segunda ronda vence Roberto Carballés Baena por 6-3, 2-6 y 6-4. En cuartos de final pierde ante Paolo Lorenzi por 7-6(4), 5-7 y 3-6.
Después disputa el Torneo de Delray Beach 2016 como preclasificado n.2. En primera ronda cae ante Rajeev Ram por 6-7(5) y 1-6.
Juega el Torneo de Acapulco como preclasificado n.º6. En primera ronda vence a Rajeev Ram por 7-5 y 6-3. En segunda ronda derrota a Adrian Mannarino por 6-4 y 6-4. En cuartos de final vence a Illya Marchenko por 7-5 y 7-5. En semifinales vence a Alexandr Dolgopolov por 1-6, 6-4 y 6-3. En la final sale perdedor ante Dominic Thiem por 6-7(6), 6-4 y 3-6.
Tras el gran papel en Acapulco viaja a Australia para disputar la serie que enfrentaba a su país con Estados Unidos en Copa Davis. En el segundo partido de la serie vence a Jack Sock por 7-6(2), 6-3, 3-6 y 6-4 para poner el 1-1. Con 1-2 a favor de los americanos le tocaba jugar contra John Isner. Perdió por 4-6, 4-6, 7-5 y 6-7(4).
Disputa el primer Masters 1000 de la temporada en el Masters de Indian Wells como preclasificado n.º17. En segunda ronda vence a Rajeev Ram por 6-4 y 7-5. En tercera ronda se retira ante Milos Raonic con marcador de 2-6 y 0-3 abajo por problemas en la muñeca derecha.

## Controversias
En marzo de 2009 la Federación Internacional de Tenis suspendió a Tomic de jugar torneos profesionales ITF por un mes, después de que Tomic caminó fuera de la cancha en un partido contra Marinko Matosevic en el Future de Australia F12 en diciembre de 2008.
En septiembre de 2009 apareció un informe acerca de que Tomic rechazó una invitación acerca de una sesión de peloteo con el australiano Lleyton Hewitt durante el domingo medio de Wimbledon. El mánager de Hewitt, David Drysdale dijo:

"Nos dimos vuelta y vimos a las fans de Tomic alrededor y pensé 'Oh, tal vez tiene nuestro mensaje, y está aquí para pelotear con Lleyton'. Así que el fisioterapeuta de Hewitt se acercó al entrenador de Bernard y dijo: '¿Está Bernard aquí para entrenar con Hewitt?'. Rudy no sabía nada de ello, pero dijo: 'Mira, Bernard busca un compañero de prácticas y creo que le gustaría hacerlo', pero entonces entró el agente de Bernard y dijo, 'No, no está aquí para practicar con Lleyton, Lleyton no es lo suficientemente bueno'. Esas fueron sus palabras: 'Lleyton no es lo suficientemente bueno'. Estábamos bastante estupefactos. Lleyton simplemente no lo podía creer; y cuanto más lo pensaba, más se cabreaba".

El equipo de Tomic citó diferente el estilo de juego de Hewitt como la razón para rechazar la oferta de la práctica. Más adelante se vio solicitado a una práctica de golpes con el ex número uno del mundo Juan Carlos Ferrero, pero fue rechazada. Unas semanas más tarde se reveló que Tomic se vio obligado a rechazar la oportunidad debido a su propia infección con la gripe porcina. Posteriormente, negó cualquier acercamiento a Ferrero como un socio alternativo de golpes, a pesar de la afirmación del jugador español.
En enero de 2010 un periódico australiano informó que el padre de Tomic había amenazado con que Bernard iba a dejar de jugar para Australia e iba a jugar para Croacia en la Copa Davis. Según el documento, esta amenaza fue hecha durante una acalorada discusión entre el director del Abierto de Australia, Craig Tiley y John Tomic después de la derrota de Bernard frente Marin Čilić.
En el Masters de Miami 2012, en su partido contra David Ferrer le dijo al juez de silla que advirtiera a su padre de que dejara de hacer indicaciones negativas con la cabeza porque le desconcentraba.
Durante el Masters de Madrid 2013, el padre de Tomic fue arrestado por dar un cabezazo en la nariz al sparring de Bernard, Thomas Drouet.
En un partido de primera ronda en Wimbledon 2017 ante Mischa Zverev protagonizó unas controversiales declaraciones en las que reflejó la mala voluntad y el espíritu antideportivo con que jugó el encuentro.
Tomic, de 24 años, hizo gala de hastío y antipatía y llegó a fingir una lesión. "Me da igual llegar a los octavos de final del Abierto de Estados Unidos o perder en primera ronda. Voy a jugar otros diez años y sé que después de retirarme no volveré a trabajar", dijo tras caer ante Zverev (6-4, 6-3, 6-4).
"Hay que respetar este deporte pero creo que ya no lo respeto. Es mi decisión. Sé que tengo que trabajar duro, pero está claro que no trabajo lo suficiente", agregó, al tiempo que confesó haber fingido una lesión para frenar el ritmo con el que el tenista alemán le dominó sobre la pista.
A raíz de esto uno de sus auspiciadores (Head) le retiró todo el apoyo deportivo y financiero.

## Títulos ATP (4; 4+0)

### Individual (4)
| Leyenda                   |
| Grand Slam (0)            |
| ATP World Tour Finals (0) |
| ATP Masters 1000 (0)      |
| ATP World Tour 500 (0)    |
| ATP World Tour 250 (4)    |

| N.º | Fecha                    | Torneo  | Superficie | Oponente en la final | Resultado           |
| --- | ------------------------ | ------- | ---------- | -------------------- | ------------------- |
| 1.  | 12 de enero de 2013      | Sídney  | Dura       | Kevin Anderson       | 6-3, 6-7(2), 6-3    |
| 2.  | 20 de julio de 2014      | Bogotá  | Dura       | Ivo Karlović         | 7-6(5), 3-6, 7-6(4) |
| 3.  | 26 de julio de 2015      | Bogotá  | Dura       | Adrian Mannarino     | 6-1, 3-6, 6-2       |
| 4.  | 30 de septiembre de 2018 | Chengdú | Dura       | Fabio Fognini        | 6-1, 3-6, 7-6(7)    |

#### Finalista (2)
| N.º | Fecha                 | Torneo   | Superficie | Oponente en la final  | Resultado        |
| --- | --------------------- | -------- | ---------- | --------------------- | ---------------- |
| 1.  | 11 de enero de 2014   | Sídney   | Dura       | Juan Martín del Potro | 3-6, 1-6         |
| 2.  | 27 de febrero de 2016 | Acapulco | Dura       | Dominic Thiem         | 6-7(6), 6-4, 3-6 |

### Dobles (0)
| Leyenda                   |
| Grand Slam (0)            |
| ATP World Tour Finals (0) |
| ATP Masters 1000 (0)      |
| ATP World Tour 500 (0)    |
| ATP World Tour 250 (0)    |

#### Finalista (1)
| N.º | Fecha                | Torneo | Superficie | Pareja    | Oponentes en la final      | Resultado           |
| --- | -------------------- | ------ | ---------- | --------- | -------------------------- | ------------------- |
| 1.  | 9 de octubre de 2016 | Pekín  | Dura       | Jack Sock | Pablo Carreño Rafael Nadal | 7-6(6), 2-6, [8-10] |

## Clasificación histórica

### Grand Slam / World Tour Finals
| Torneo                                                                                                  | 2009 | 2010 | 2011 | 2012 | 2013 | 2014 | 2015 | 2016 | 2017 | 2018 | 2019 | 2020 | 2021 | 2022 | G-P   | Títulos |
| --- | ---- | ---- | ---- | ---- | ---- | ---- | ---- | ---- | ---- | ---- | ---- | ---- | ---- | ---- | ----- | ------- |
| Australian Open                                                                                         | 2R   | 2R   | 3R   | 4R   | 3R   | 1R   | 4R   | 4R   | 3R   | Q3   | 1R   | Q1   | 2R   | Q1   | 18-11 | 0       |
| 'Roland Garros'                                                                                         | 1R   | -    | 1R   | 2R   | 1R   | 1R   | 2R   | 2R   | 1R   | 1R   | 1R   | -    | Q1   |      | 3-10  | 0       |
| 'Wimbledon'                                                                                             | Q3   | 1R   | CF   | 1R   | 4R   | 2R   | 3R   | 4R   | 1R   | 2R   | 1R   | ND   | Q2   |      | 14-10 | 0       |
| 'US Open'                                                                                               | -    | Q2   | 2R   | 2R   | 2R   | 2R   | 2R   | 1R   | 1R   | Q1   | -    | -    | -    |      | 6-6   | 0       |
| Total                                                                                                   | 0    | 0    | 0    | 0    | 0    | 0    | 0    | 0    | 0    | 0    | 0    | 0    | 0    | 0    | 20-17 | 0       |
| ATP World Tour Finals                                                                                   | -    | -    | -    | -    | -    | -    | -    | -    | -    | -    | -    | -    | -    |      | 0-0   | 0       |
| Leyenda: G: Torneo ganado; F: Finalista; SF: Semifinalista; CF: Cuartos de final; G-P: Ganados-Perdidos |      |      |      |      |      |      |      |      |      |      |      |      |      |      |       |         |

### ATP World Tour Masters 1000 / Juegos Olímpicos
| 'Indian Wells'                                                                                          | A            | 2R           | 1R | 2R      | A       | 2-3   | 0 |
| 'Miami'                                                                                                 | A            | 1R           | 2R | 2R      | 1R      | 2-4   | 0 |
| 'Montecarlo'                                                                                            | 1R           | Q2           | 2R | 1R      | A       | 1-3   | 0 |
| 'Madrid'                                                                                                | A            | A            | 1R | 1R      | Q2      | 0-2   | 0 |
| 'Roma'                                                                                                  | A            | A            | 2R | A       | Q1      | 1-1   | 0 |
| 'Montreal / Toronto'                                                                                    | A            | 2R           | 2R | 1R      |         | 2-3   | 0 |
| 'Cincinnati'                                                                                            | A            | Q1           | 3r | Q1      |         | 2-1   | 0 |
| 'Shanghai'                                                                                              | A            | 3R           | 1R | 1R      |         | 2-3   | 0 |
| 'París'                                                                                                 | A            | Q1           | A  | 1R      |         | 0-1   | 0 |
| Total                                                                                                   | 0            | 0            | 0  | 0       | 0       | 12-20 | 0 |
| Juegos Olímpicos                                                                                        | No Celebrado | No Celebrado | 1R | No Cele | No Cele | 0-1   | 0 |
| Leyenda: G: Torneo ganado; F: Finalista; SF: Semifinalista; CF: Cuartos de final; G-P: Ganados-Perdidos |              |              |    |         |         |       |   |

## Challengers (3)

### Individuales (3)
| N.º | Fecha                   | Torneo    | Superficie | Oponente en la final | Resultado        |
| --- | ----------------------- | --------- | ---------- | -------------------- | ---------------- |
| 1.  | 23 de febrero de 2009   | Melbourne | Dura       | Marinko Matosevic    | 5-7, 6-4, 6-3    |
| 2.  | 1 de febrero de 2010    | Burnie    | Dura       | Greg Jones           | 6-4, 6-2         |
| 3.  | 2 de septiembre de 2018 | Manacor   | Dura       | Matthias Bachinger   | 4-6, 6-3, 7-6(3) |

### Finalista en individuales (2)
| N.º | Fecha                 | Torneo          | Superficie    | Oponente en la final | Resultado   |
| --- | --------------------- | --------------- | ------------- | -------------------- | ----------- |
| 1.  | 13 de febrero de 2011 | Caloundra       | Dura          | Grega Zemlja         | 6-7(4), 3-6 |
| 2.  | 13 de mayo de 2018    | Aix-en-Provence | Tierra batida | John Millman         | 1-6, 2-6    |
| 3.  | 13 de octubre de 2024 | Fairfield       | Dura          | Learner Tien         | 0-6, 1-6    |

## Ranking ATP al finalizar cada temporada
* Estadísticas actualizadas a 11 de febrero de 2013.
| Año                     | 2008 | 2009 | 2010 | 2011 | 2012 | 2013 | 2014 | 2015 | 2016 | 2017 | 2018 | 2019 | 2020 | 2021 |
| Ranking en individuales | 772  | 285  | 208  | 42   | 52   | 51   | 56   | 18   | 26   | 140  | 83   | 185  | 226  | 260  |